# Seelze
Seelze – miasto w Niemczech, w kraju związkowym Dolna Saksonia, w związku komunalnym Region Hanower. 
Seelze leży nad rzeką Leine, ok. 10 km na zachód od Hanoweru. 

## Dzielnice miasta
Miasto składa się administracyjnie z dwóch większych części Seelze Centrum i Letter oraz miejscowości podmiejskich: Almhorst, Dedensen, Döteberg, Gümmer, Harenberg, Kirchwehren, Lathwehren, Lohnde und Velber. 

## Współpraca
- Grand-Couronne, Francja od 1969 r.
- Mosina, Polska od 2000
- Schkeuditz, Saksonia od 1990 r.

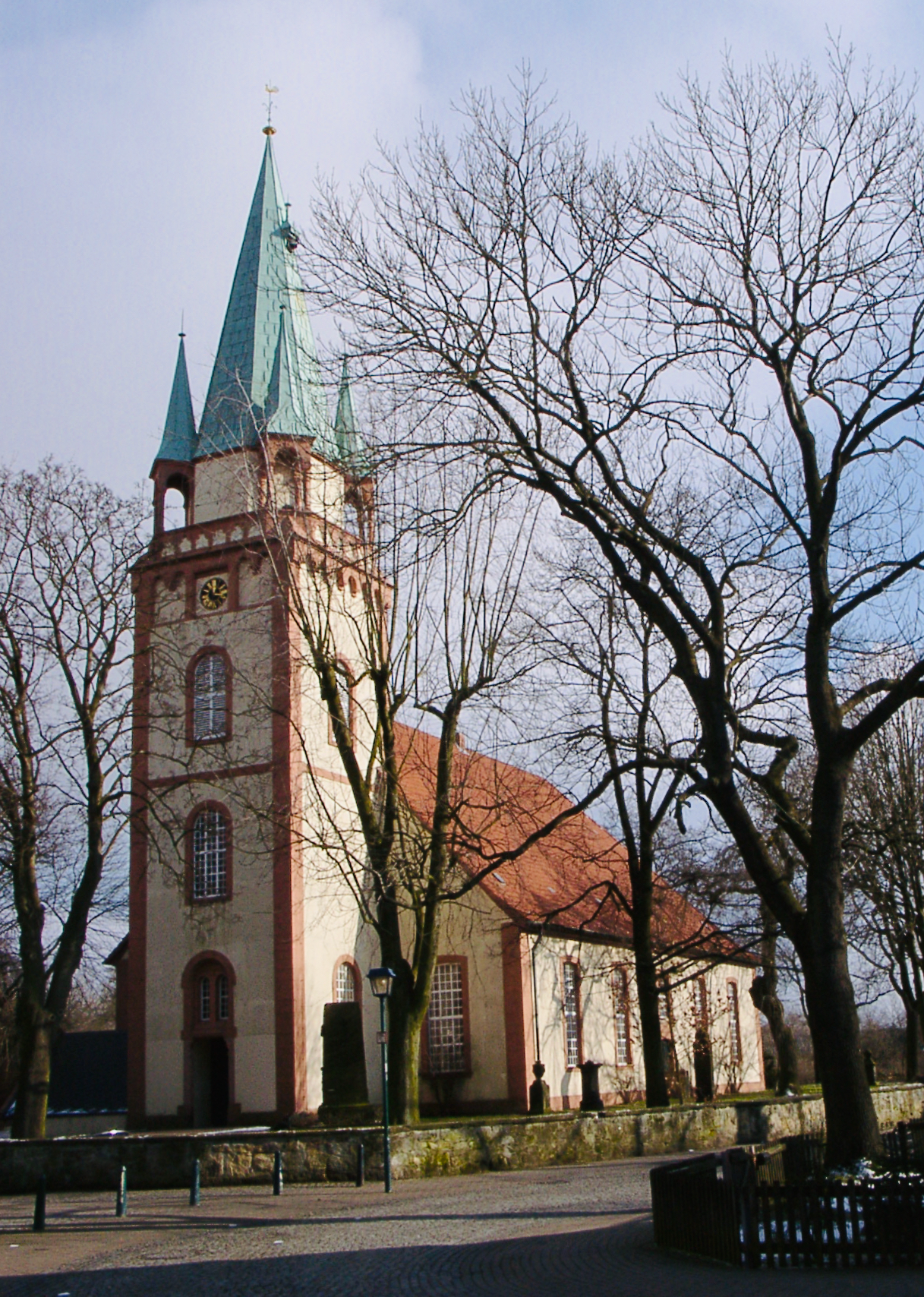
Kościół w Seelze